# Newton (Utah)
Newton es un pueblo situado en el condado de Cache, en el estado de Utah, Estados Unidos. Tiene una población estimada, a mediados de 2023, de 829 habitantes.
Fue fundado en 1869 por pioneros de la Iglesia de Jesucristo de los Santos de los Últimos Días.
Está incluido en el área estadística metropolitana de Logan-Idaho.

## Geografía
La localidad está ubicada en las coordenadas 41°51′40″N 111°59′27″O / 41.86111, -111.99083 (41.86116, -111.990752).
Según la Oficina del Censo, tiene una superficie total de 2.22 km², correspondientes en su totalidad a tierra firme.